# Fitochimie

Alcaloidul numit nicotină din tutun se leagă direct de receptorii nicotinici, ceea ce explică proprietățile sale farmacologice.

Fitochimia (numită și chimie vegetală) este ramura biochimiei care se ocupă cu studiul fitochimicelor, care sunt compuși derivați din plante. Printre ocupațiile fitochimiei se numără și descrierea structurilor unui număr mare de metaboliți secundari întâlniți în plante, și de asemenea descrierea funcțiilor și implicațiilor acestor compuși în organismul uman și vegetal. Fitochimicele sunt biosintetizate de către plante în diverse scopuri, inclusiv pentru protecția împotriva dăunătorilor și a bolilor. Astfel, unele au efecte benefice asupra sănătății organismului uman. Compușii întâlniți în plante aparțin unor clase chimice diverse, dar marea majoritatea sunt: alcaloizi, glicozide, polifenol și terpeni.